# Willakatuti
Willakatuti (auch: Willakakuti, Willkakuti oder Willka Kuti, dt.: „Rückkehr von Vater Sonne“, auch Machaq Mara, dt. „Neujahr“) ist das jährliche Neujahrsfest am 21. Juni der Aymara-Bevölkerung im südamerikanischen Anden-Hochland und gilt seit dem Jahr 2009 neben dem 1. Januar in Bolivien als das zweite offizielle Neujahrsfest.
Willakakuti ist das Fest der Rückkehr der Sonne und jährt sich im Jahr 2024 zum 5532. Mal. Es entspricht dem Neujahrsfest der Nordhalbkugel und wird seit alters her auf dem bolivianischen Altiplano mit rituellen Zeremonien begangen.
Nach der Eroberung Südamerikas durch die spanischen Konquistadoren wurde im Jahr 1509 das Willakakuti-Fest der Aymara verboten und der Gregorianische Kalender eingeführt.
Seit einiger Zeit wird Willakatuti wieder begangen, die wichtigste Feier findet in Tiahuanaco statt: Tausende Menschen versammeln sich bei eisigen Temperaturen jedes Jahr in der antiken Tempelstadt der Aymara auf knapp 4000 Meter Höhe und erwarten den Aufgang der Sonne, deren erste Strahlen genau durch das „Tor der Sonne“ im vor-inkaischen Tempel von Kalasasaya fallen.
Im Juni 2009 beschloss die bolivianische Regierung unter dem Aymara-Präsidenten Evo Morales, den 21. Juni per Dekret zum offiziellen Feiertag zu erklären, so dass es seit diesem Jahr in Bolivien zwei Neujahrstage gibt: den 1. Januar, gemäß dem gregorianischen Kalender, und den 21. Juni, gemäß der andinen Weltsicht. Für die Regierung Morales ist dieses Dekret Ausdruck für die Emanzipation Boliviens von der Kolonialzeit sowie gleichfalls eine Umsetzung der Erklärung der Vereinten Nationen über die Rechte der Indigenen Völker.
Um an diesem Feiertag weitere Landesteile einzubinden, heißt er offiziell Año Nuevo Andino Amazónico, was gelegentlich zu Año Nuevo Andino Amazónico Chaqueño erweitert wird, um zusätzlich noch die Region von Santa Cruz de la Sierra bis Yacuiba zu erfassen. Fällt der Feiertag auf ein Wochenende, dann sind am darauf folgenden Montag alle Behörden und Institutionen geschlossen. In vielen nicht-andinen Regionen hat allerdings der Johannistag eine größere Bedeutung im Umfeld der Wintersonnenwende.